# 천주교 인천교구 김포성당
천주교 인천교구 김포성당은 대한민국 경기도 김포시 북변동에 있는 성당이다. 성당 건물이 2013년 4월 18일 대한민국의 등록문화재 제542호로 지정되었다.

## 역사
19세기 후반부터 김포 통진 강화 지역에 천주교 신자들이 있었다. 당시는 조선이 천주교를 박해하던 시기였기 때문에 몇 명의 순교자가 있었다. 1886년 조불수호통상조약이 채결된 뒤 조선은 천주교를 허용하였다. 이후 전국에 천주교의 교구가 설치되고 성당이 자리잡게 되었다. 김포지역은 1900년 서울시 중림동의 약현성당 전교회장 유공현이 선교를 시작하여 천주교 신자들이 모이게 되었고, 1909년 행주성당 산하의 걸포리 공소가 되었다.
1946년 걸포리 공소에서 걸포리 성당으로 승격되었지만 건물은 여전히 12칸의 초가집이었다. 1949년 김포 성당으로 이름을 바꾸고 사재관을 짓는 등 성당 건축을 진행하였으나 한국 전쟁으로 중단되었다.
전쟁 중이던 1952년 김피득 신부가 현재의 부지를 마련하고 전쟁 후 건축을 하고자 하였으나 1954년 건강 악화로 선종하였고, 1955년 새로 부임한 신원식 신부가 성당 건축을 시작하여 1956년 완공하였다.
성당의 건축 자재는 신도들이 지역의 석재를 직접 캐어 날라 마련하였다. 인근 해병대에서도 중장비를 지원하였다. 김포 성당은 40여 년 동안 미사를 올리는 본당의 구실을 하다가 1999년 바로 옆에 신축 성당이 세워지면서 교리실, 피정소 등으로 사용되었다.
1961년 천주교 인천교구가 서울교구에서 분리되어 인천교구에 속하게 되었다. 이로서 김포성당은 답동성당과 소사성당에 이은 인천교구의 세번째 성당이 되었다. 2006년 유리화 작가 조완희가 스테인드 글라스를 제작하였다.
2013년 대한민국의 등록문화재 542호로 지정되면서 건축 당시의 모습으로 복원하여 보존되고 있다.

## 건축
김포 성당의 착공은 1955년 새로 부임한 신원식 신부에 의해 시작되었다. 신자들이 직접 석재를 캐어 날랐고 해병대가 공사를 지원하였으며 일부 물자는 미국의 구호물자를 사용하였다. 구호물자는 미국 가톨릭 주교회의 산하의 전국 가톨릭 복지위원회(National Catholic Welfare Council, NCWC)가 제공하였다.
김포 성당 건물은 한국전쟁 직후에 건축된 석조 성당의 전형적인 의장적 특징(종탑과 뽀족한 아치창호)과 공간적 특징(단일 홀로 구성된 강당형 평면), 화강석 조적 구법의 특징을 잘 간직하고 있는 1950년대 건물로 건축적 가치가 크다.
누가 성당을 설계하였는 지는 알려져 있지 않다. 시공은 한국인 건축업자가 하였는데 그의 세례명이 가밀로였다는 것만 전하고 있다. 폭 16 m 길이 31 m로 건축 면적 99 평이며 높이는 지붕까지 11 m, 첨탑은 20 m이다.

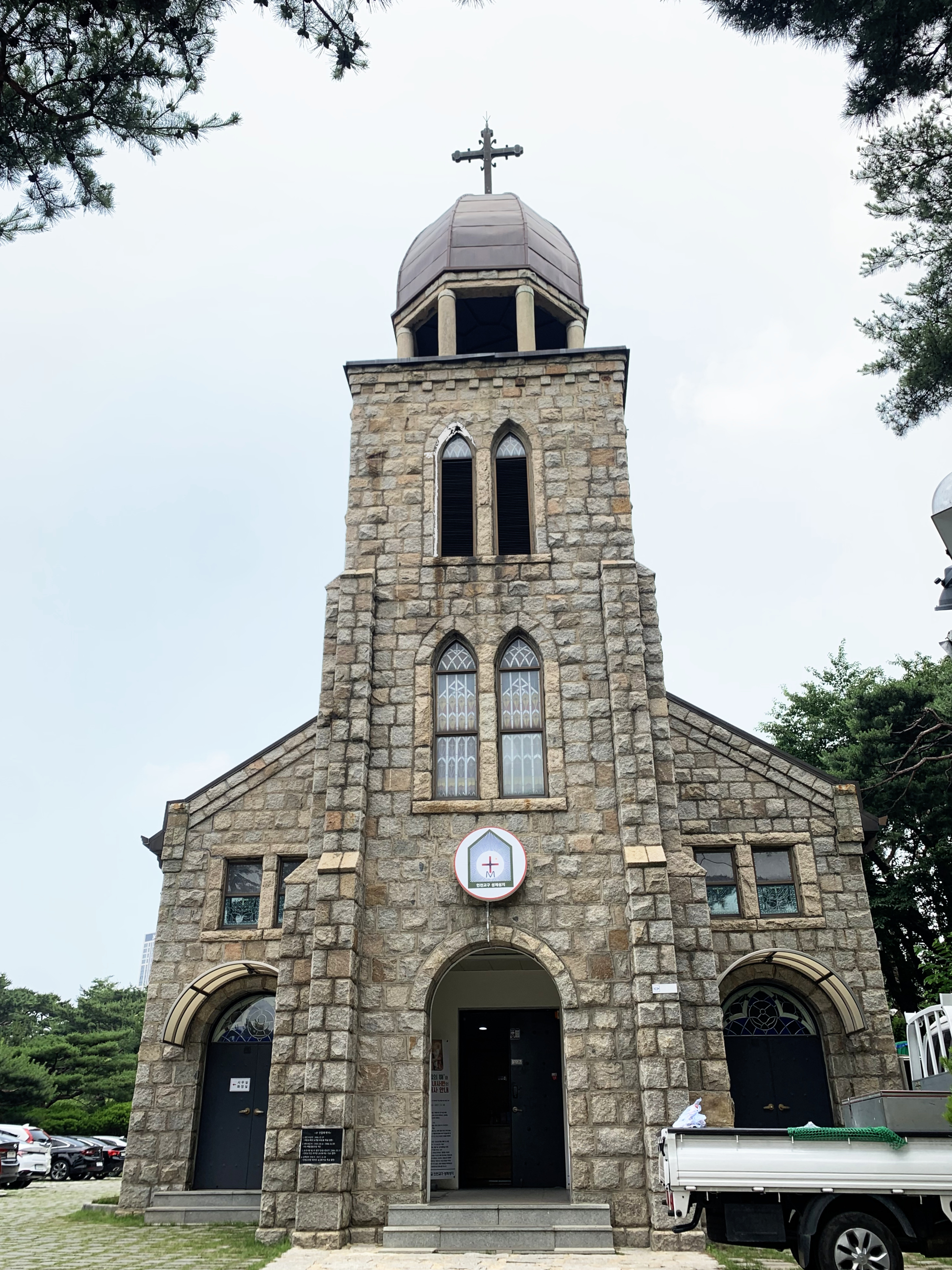
입구와 첨탑
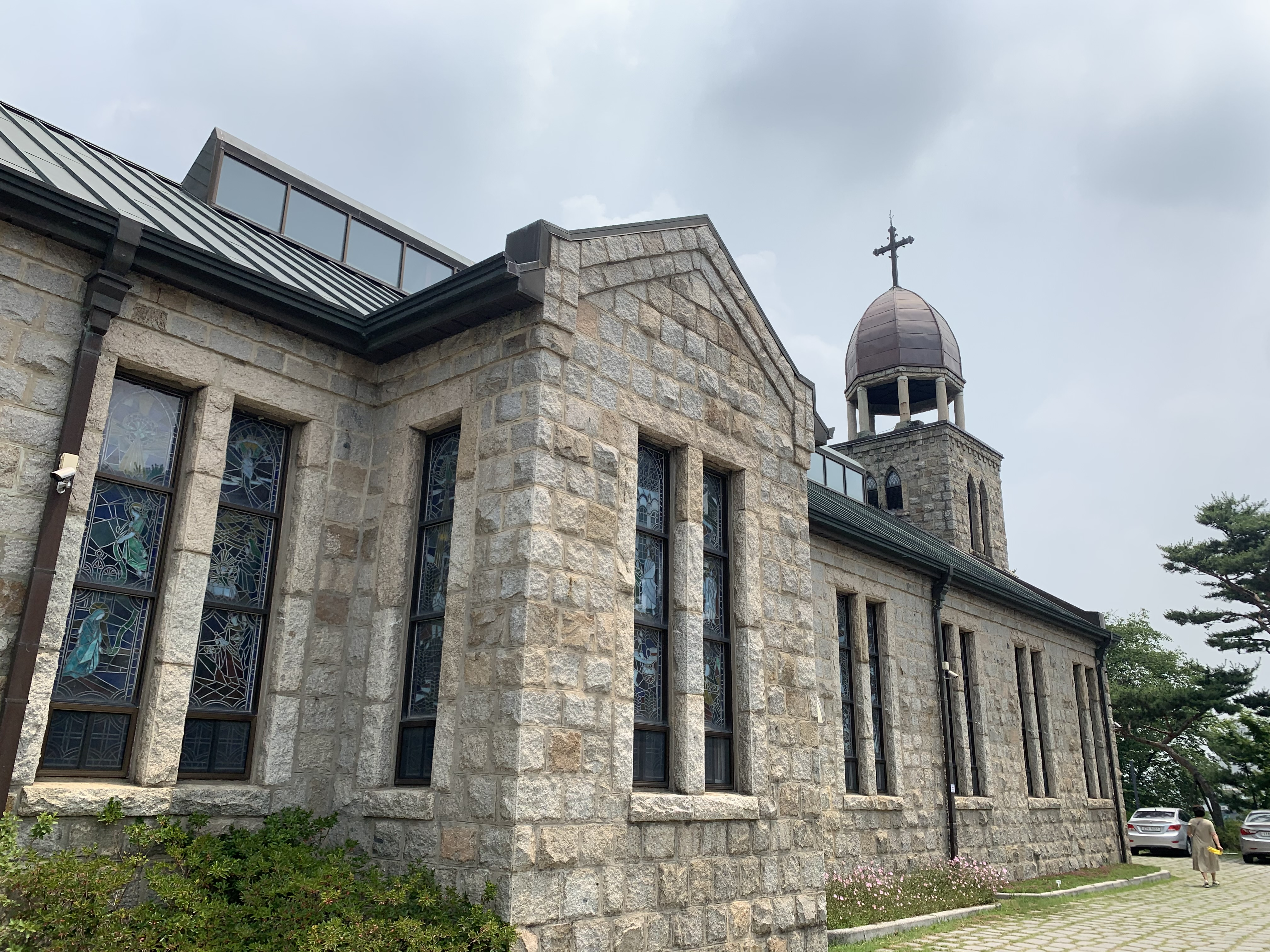
측면
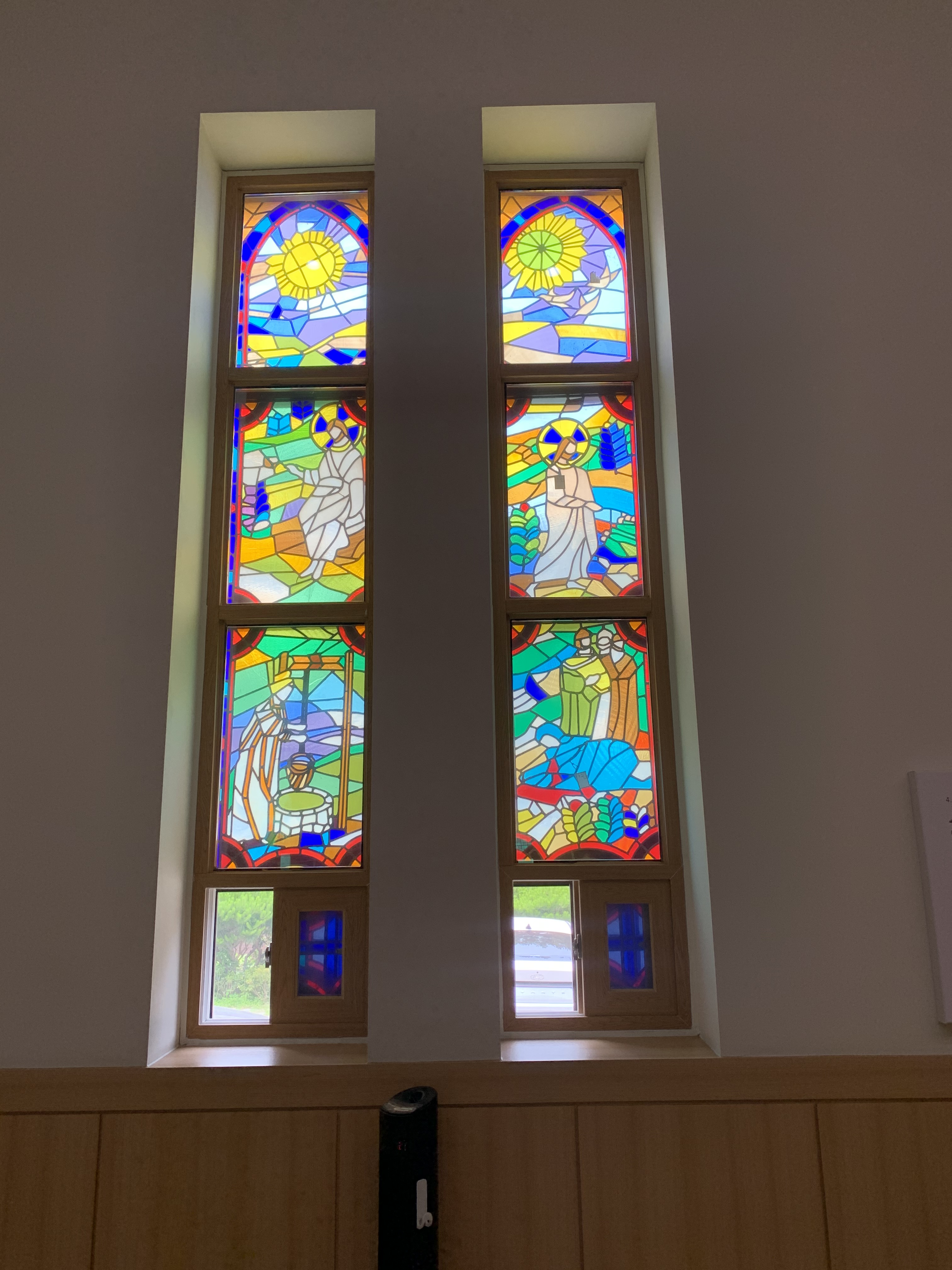
스테인드 글라스
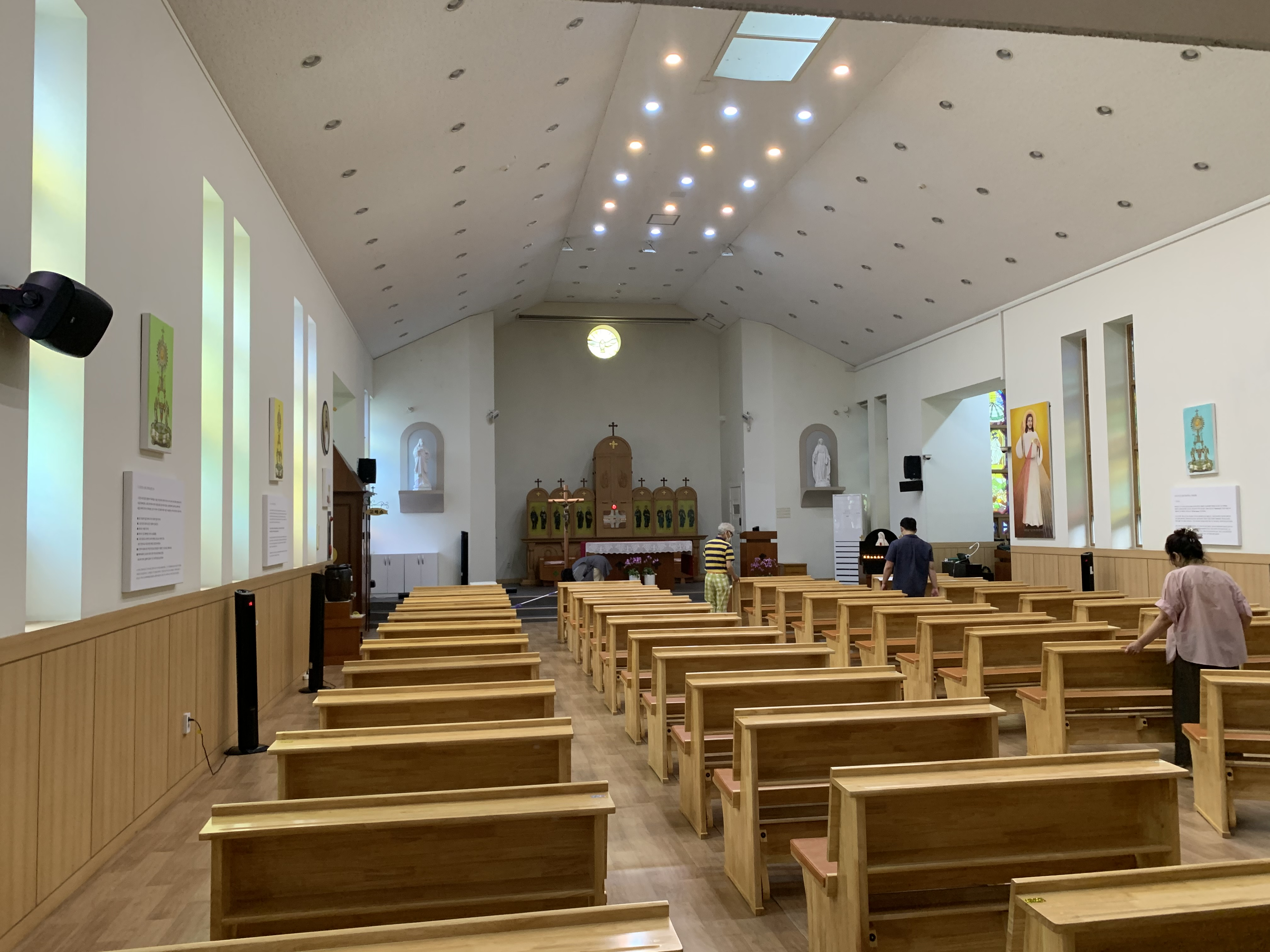
내부